# Ictidosuchus
Ictidosuchus es un género de terápsido terocéfalo.